# Ossimo
Ossimo é uma comuna italiana da região da Lombardia, província de Bréscia, com cerca de 1.433 habitantes. Estende-se por uma área de 14 km², tendo uma densidade populacional de 102 hab/km². Faz fronteira com Borno, Cividate Camuno, Lozio, Malegno, Piancogno, Schilpario (BG).

## Demografia
| Variação demográfica do município entre 1861 e 2011                               |
|                                                                                   |
| Fonte: Istituto Nazionale di Statistica (ISTAT) - Elaboração gráfica da Wikipedia |